# Шереметьево (Пензенская область)
Шереметьево — село в Башмаковском районе Пензенской области России. Административный центр Шереметьевского сельсовета.

## География
Расположено в 2 км к югу от районного центра посёлка Башмаково, на реке Поим.

## Население
| 1864 | 1877  | 1897  | 1911  | 1926  | 1930  | 1979 |
| ---- | ----- | ----- | ----- | ----- | ----- | ---- |
| 1373 | ↗1662 | ↘1607 | ↗1925 | ↗1968 | ↗2220 | ↘768 |
| 1989 | 1996  | 2002  | 2010  |       |       |      |
| ↘584 | ↗646  | ↘592  | ↘504  |       |       |      |

## История
Деревня Погановка основана в 1-й половине XVIII века князем А. М. Черкасским. Название Шереметьево (Шереметево) появилось после перехода деревни во владение графа П. Б. Шереметева. Окончательно закрепилось после Октябрьской революции, как более благозвучное. В разные годы в селе располагались правления колхозов имени Сталина и имени Чапаева, центральные усадьбы: колхоза «Красный Октябрь», имени Чапаева, а с 1980-х гг. — совхоза «Белозерский»..